# Oostmeers

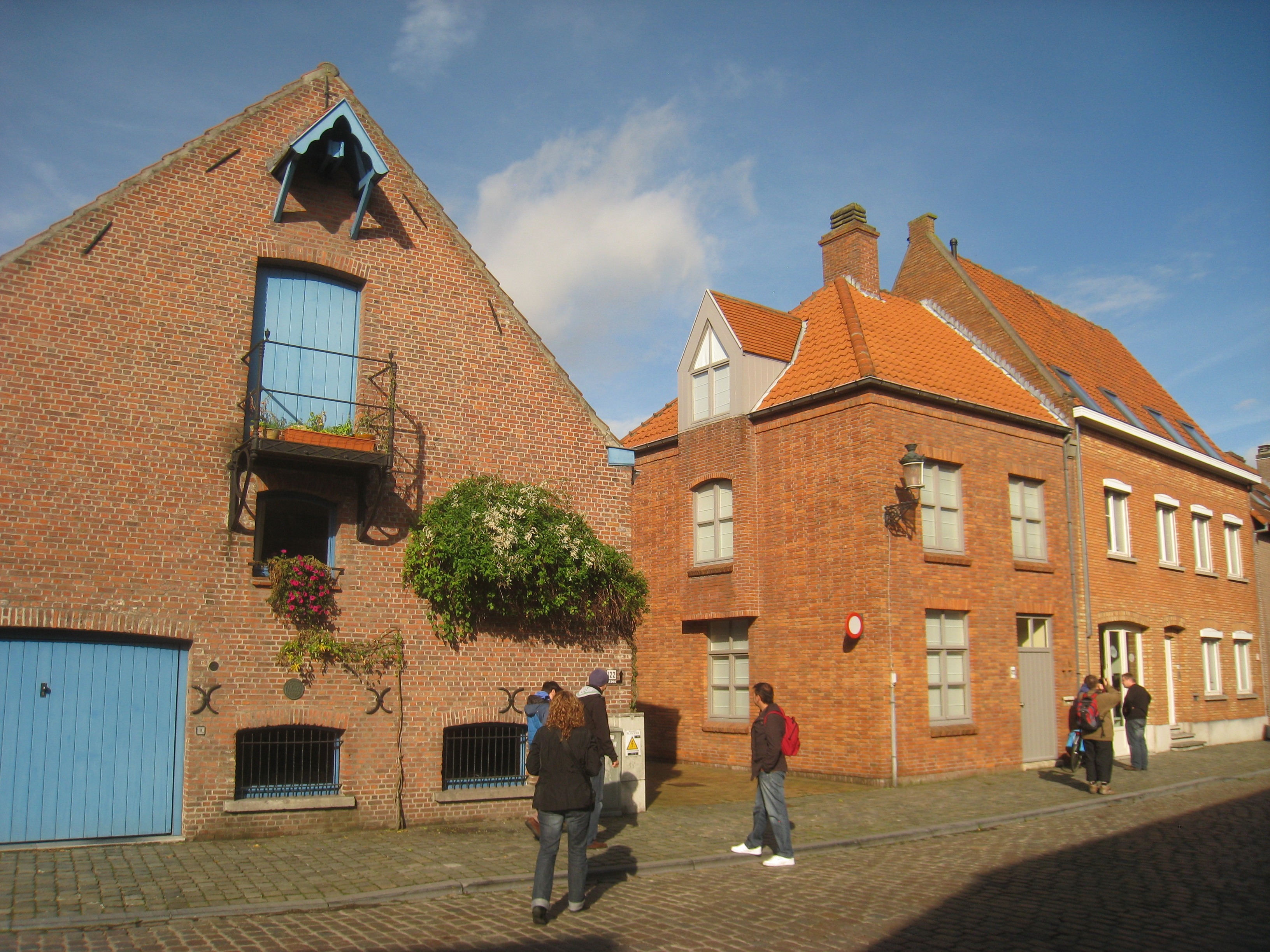
Enkele huizen in de Oostmeers.

De Oostmeers is een straat in Brugge.

## Beschrijving
Een meers is een land dat aan water gelegen is, een lage weidegrond, die in regenperiodes nogal eens onder water loopt.
Het uitgestrekte gebied dat als De Meers bekendstond, werd ontwikkeld door het trekken van twee parallelle straten. Om ze te onderscheiden werd de ene Oostmeers en de andere Westmeers genoemd. Later kwam daar nog een straat bij die Nieuwe Meers werd genoemd en in 1930, om de volksmond te volgen, tot Zonnekemeers werd omgedoopt.
De Meers als geheel werd aldus al genoemd in de 13de eeuw en waarschijnlijk al veel vroeger:
- 1290: pro calceia in vico de Merch (bestrating)
- 1300: daer die raemen staen in die marsch
- 1307: van 1 pit te vermackene in de meerch
- 1446: in den meersch bi sinte salvatoors.

Zelfs toen men een onderscheid begonnen te maken tussen de straten, bleef De Meers als verzamelnaam in gebruik. Ook vandaag nog spreken Bruggelingen vaak over 'de Meers' zonder verder specificatie.
Ook de Oostmeers komt in de documenten voor:
- 1331: in de oostmerch
- 1334: tusschen der oostmeersch en der westmeersch
- 1345: in der mersch, in de hoosterste strate
- en zo nog talrijke referenties.

De Oostmeers loopt van de Goezeputstraat naar de Begijnenvest.